# باشگاه فوتبال سان پوستال اسپورتس
باشگاه فوتبال سان پوستال اسپورتس (به انگلیسی: Sun Postal Sports Football Club) یک باشگاه فوتبال در شهر واتفورد، کشور انگلستان است که در سال ۱۹۰۱ میلادی تأسیس شده است.